# Église Saint-Jacques de Lambour
L'église Saint-Jacques de Lambour est une église catholique en ruines située à Pont-l'Abbé en Bretagne. L'édifice actuel est édifié du XIIIe au XVIe siècle pour servir d'église tréviale au village de Lambour, faubourg de Pont-l'Abbé situé dans la paroisse de Combrit.
De style gothique, elle prend place dans un enclos comprenant également une stèle protohistorique. Le clocher est décapité par les troupes royales lors de la révolte des bonnets rouges en 1675. À la fin du XIXe siècle, l'église est en très mauvais état et le conseil municipal de Pont-l'Abbé décide d'en ôter le toit, lui donnant son aspect actuel de ruine romantique.
L'édifice est un monument historique classé  depuis le 30 juin 1896 et un site classé depuis le 22 novembre 1934.
Quoiqu'en ruines, elle reste utilisée lors du pardon de saint Jacques au mois de juillet.

## Histoire et description
Avant la Révolution française, l'église Saint-Jacques desservait la trève de Lambour, qui englobait la rive gauche de la Rivière de Pont-l'Abbé faisant partie de l'actuelle ville de Pont-l'Abbé et dépendait de la paroisse de Combrit.
La trève fut supprimée lors de la Révolution française, Lambour ne formant qu'une éphémère paroisse indépendante entre février et décembre 1790, avant d'être rattachée à Pont-l'Abbé en dépit de la proclamation d'indépendance communale faite par les citoyens de la rive gauche de la Rivière de Pont-l'Abbé. Tout au long du XIXe siècle, le sanctuaire ne s'anima plus que lors des deux pardons, celui des enfants le lundi de Pentecôte, celui de Saint-Jacques le dernier dimanche de juillet.
L'église, de style gothique, date des environs de 1260 pour sa partie centrale ; les piliers, arcades et chapiteaux se rattachent à l'École de Pont-Croix. Ce style se distingue surtout par des piliers très décorés formés par un faisceau de colonnettes et des chapiteaux à godrons supportant les arcades. Dans les premières années du XVIe siècle, la façade, le clocher et le porche sud ont été rajoutés. Le clocher, de forme carrée avec deux rangées de gargouilles, est flanqué de deux tourelles hexagonales, dont l'une porte un bas-relief d'un bateau de pêche avec son équipage.
Au XVIIe siècle, les paroissiens de Lambour participèrent à la Révolte des bonnets rouges qui souleva le peuple bigouden. En représailles, le clocher fut découronné, la flèche du clocher et le haut des tourelles abattus, en septembre 1675 par ordre du duc de Chaulnes, gouverneur de la Bretagne. Il ne fut jamais reconstruit.
Le chanoine Abgrall décrivait ainsi l'église Saint-Jacques de Lambour en 1898 :

« On est attiré par cette façade construite dans le beau style flamboyant du XVe siècle et frappé en retour par la constatation, aux bas-côtés nord et sud, d'une maçonnerie de la période romane bien caractérisée. Au sud, on retrouve la construction gothique : d'abord une fenêtre mutilée, puis un joli porche recouvert d'une voûte très gracieuse dont la clef est formée par un écusson portant la rose des Trimic. À l'intérieur l'édifice est composé d'une nef et de deux bas-côtés, dont deux branches de transept qui forment la mettre "T" en prolongeant l'abside par un mur droit. »

La Société archéologique du Finistère s'inquiétait alors de l'état de l'édifice :

« La Société archéologique du Finistère insiste près de la Commission des monuments historiques pour la conservation de cet édifice dont la solidité est devenue problématique par suite de l'état de la charpente qui est ruinée, de la toiture qu s'écroule, des murs qui, par suite, menacent de tomber. La réfection de la charpente s'impose à bref délai, et par cette réfection à faire à des conditions relativement peu onéreuses, la conservation u monument sera assurée. »

Mais à la fin du XIXe siècle, l'édifice n'était plus entretenu. En 1899, le maire de Pont-l'Abbé, le comte de Najac, avec l'approbation de son Conseil municipal, en fit démonter la toiture face au risque que représentait l’édifice. Les statues furent transférées à l'église Notre-Dame-des-Carmes de Pont-l'Abbé où elles se trouvent toujours.
Un cimetière situé dans le placître entourait l'église jusqu'en 1848. Une stèle protohistorique de l'Âge du fer se trouve toujours dans l'enclos paroissial ; elle a par le passé servit de socle à une croix.
Brodeurs et brodeuses de Pont-l'Abbé avaient fait de ce site un lieu de rencontre pour décorer les costumes qui ont fait la réputation du Pays bigouden.

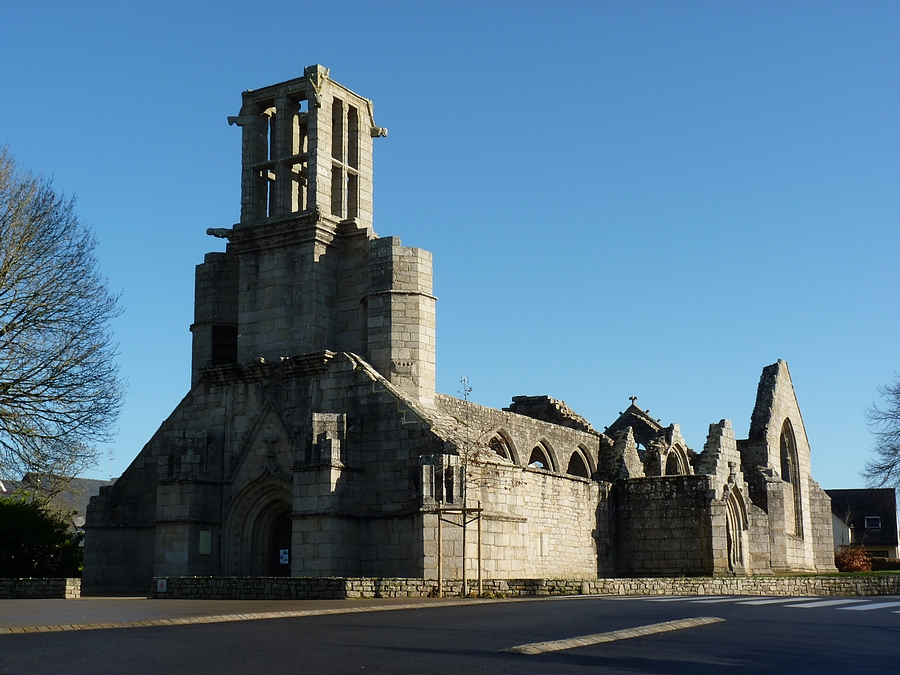
L'église Saint-Jacques de Lambour (détruite après la révolte des Bonnets rouges)
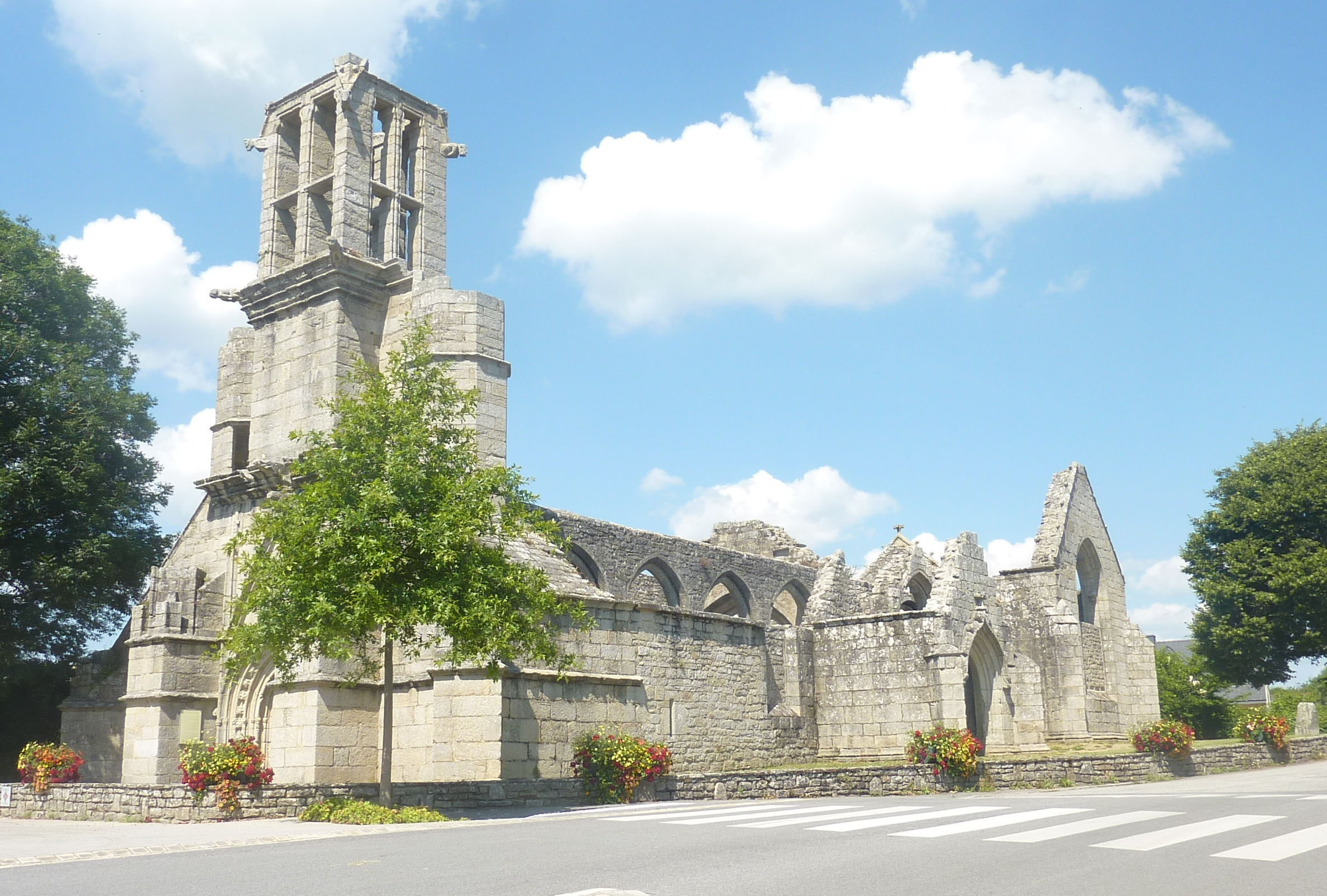
L'église Saint-Jacques de Lambour, vue d'ensemble
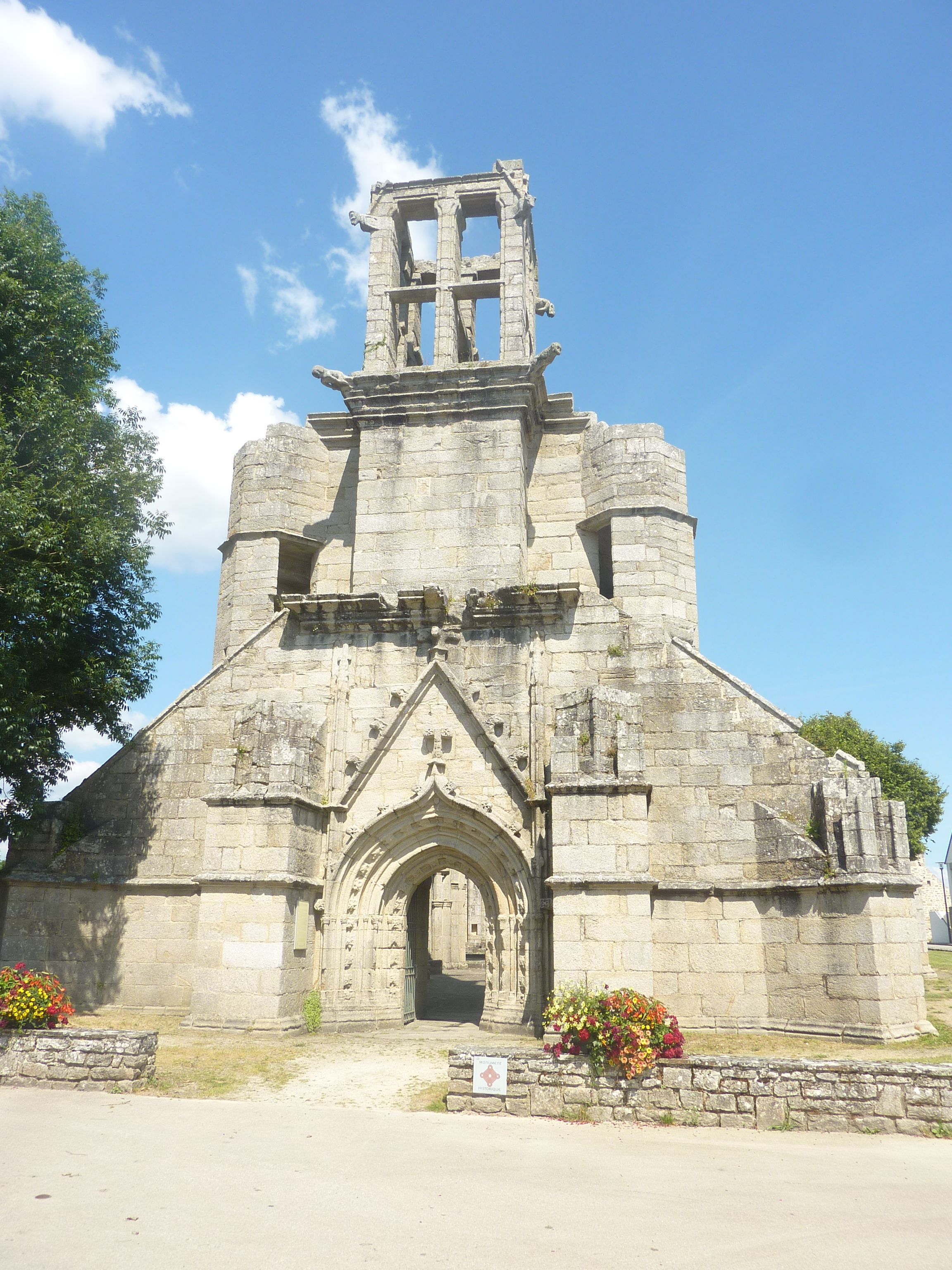
L'église Saint-Jacques de Lambour, la façade
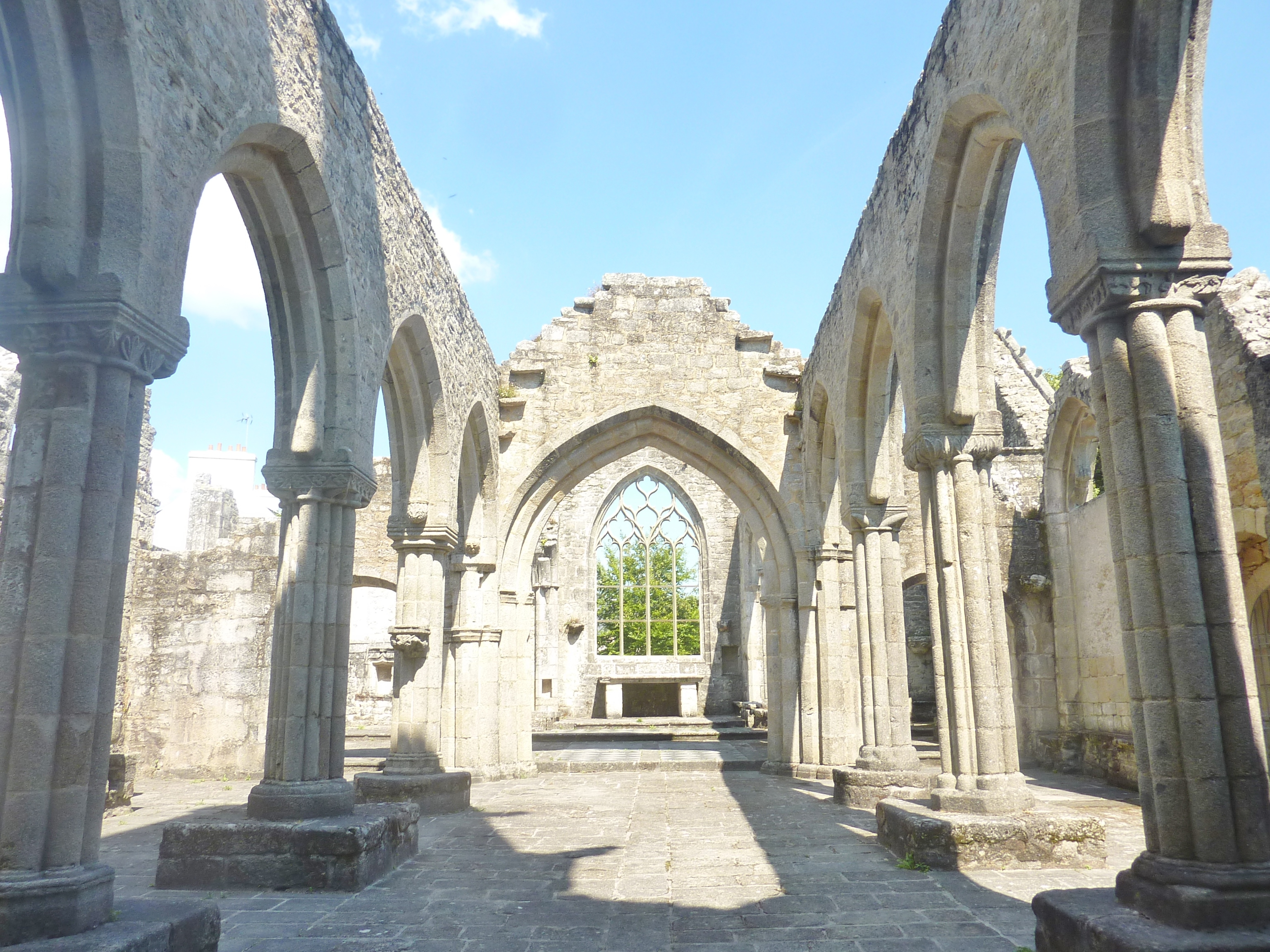
L'église Saint-Jacques de Lambour, la nef
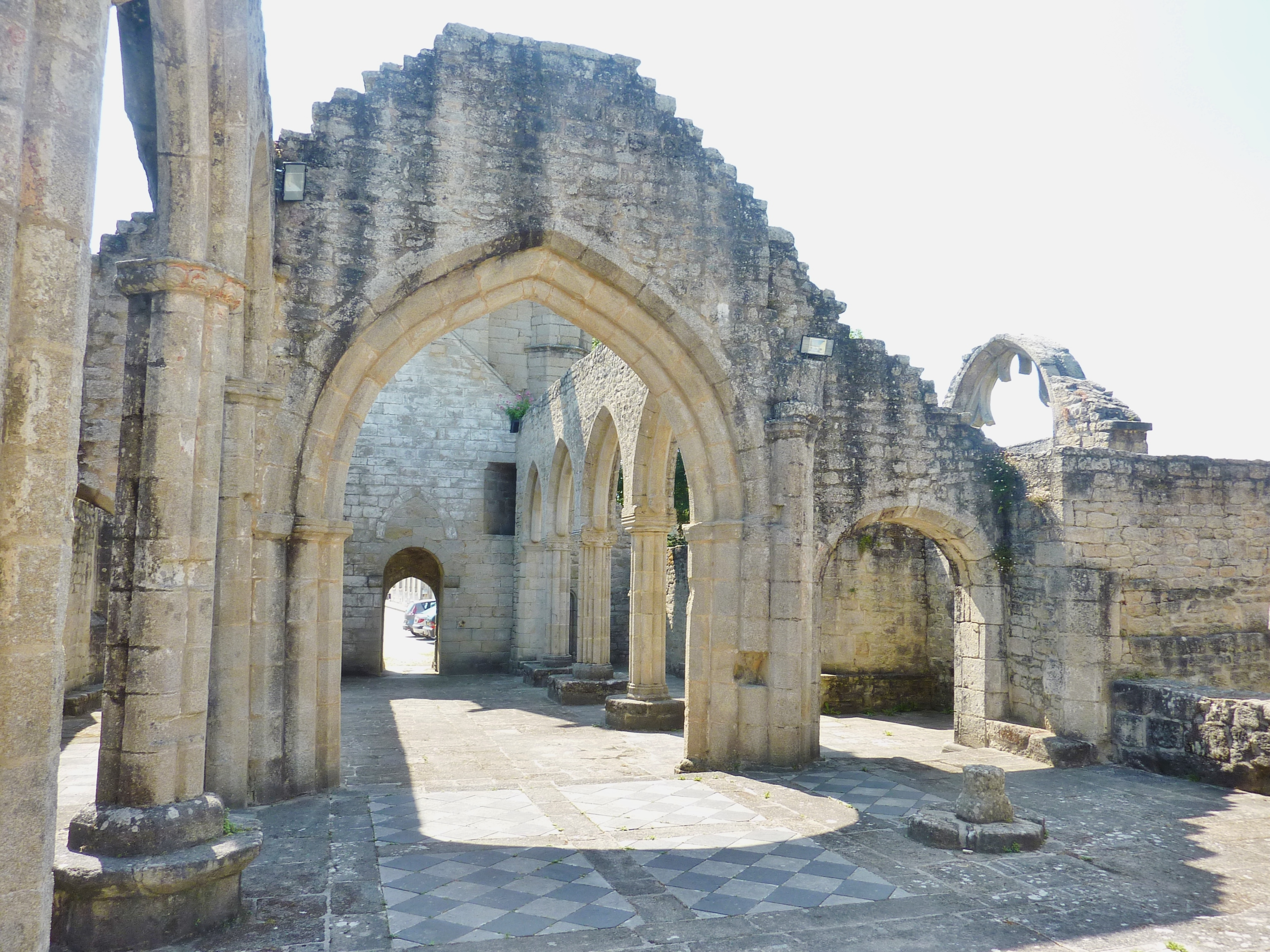
L'église Saint-Jacques de Lambour, vue intérieure

Trois autres chapelles ont existé par le passé sur le territoire de la trève de Lambour, la chapelle Saint-Gildas, située dans l'île Chevalier, et la chapelle Saint-Servais, appelée aussi "Chapelle des Justices", située dans le village de Saint-Servais et la chapelle Saint-Sauveur, située juste à l'entrée du pont permettant de franchir la Rivière de Pont-l'Abbé.

## Évènements cultuels et culturels
L'église était à l'abandon depuis plus de 80 ans quand se créa en 1983 une association de sauvegarde qui se donna pour objectif la restauration et l'animation de l'édifice. Des travaux de consolidation furent entrepris, le pardon de Saint-Jacques fut relancé, des visites guidées assurées, l'illumination des ruines réalisée. Une souscription a été lancée en 2010 par l'association de sauvegarde Les Amis de Lambour avec le soutien de la Fondation du patrimoine.
Le pardon de Lambour est à nouveau organisé chaque année le dernier dimanche de juillet,. Des concerts sont aussi parfois organisés.